# أنطونيا نيدرماير
أنطونيا نيدرماير (من مواليد 20 فبراير 2003) هي راكبة دراجات ألمانية ومتسلقة جبال. إنها تلعب مع فريق طواف العالم للدراجات للسيدات وهو فريق محترف لركوب الدراجات للسيدات. فازت نيدرماير بمرحلة طواف إيطاليا للسيدات 2023، وتنافست في دورة الألعاب الأولمبية الشتوية للشباب 2020.

## وقت مبكر من الحياة
ولدت نيدرماير في روزنهايم، بافاريا، ألمانيا. وعاشت لاحقًا في باد آيبلينغ وبروكموهل. في سن الخامسة عشرة، بدأت الجري على الجبال، لكنها تخلت عن الرياضة في عام 2019 بسبب الإصابة.

## تسلق الجبال
بدأت نيدرماير تسلق الجبال للتزلج في عام 2019. وفي ذلك العام، احتلت المركز الثالث في بطولة العالم للناشئين، وهو أول حدث كبير لها. تنافست في دورة الألعاب الأولمبية الشتوية للشباب 2020، واحتلت المركز السادس في الحدث الفردي والمركز 17 في مسابقة العدو. وكانت جزءًا من الفريق الألماني الذي احتل المركز الثالث في سباق التتابع المختلط. فازت نيدرماير بكأس العالم لتسلق الجبال تحت 20 سنة 2020–21 في كل من الأحداث الفردية والعمودية. فازت بسباقات متعددة في موسم كأس العالم. خططت نيدرماير للمنافسة في بطولة العالم لتسلق الجبال لعام 2023، لكنه لم تتمكن من ذلك بعد أن احتاجت إلى جراحة في الركبة.

## ركوب الدراجات
بدأت نيدرماير التنافس ضمن تشكيلة الناشئين لفريق مانجيرتسدر بايرن المحلي. فازت بالحدث التجريبي لبطولة الطرق الألمانية تحت 19 سنة 2021، وحصلت على المركز الثالث في سباق الطريق. كما أنها احتلت المركز الثالث في بطولة العالم للطرق تحت 23 سنة، والثانية في بطولة الطرق الأوروبية تحت 23 سنة.
في عام 2022، بدأ نيدرماير التنافس على جيل كانيون، سبرام. وغابت نيدرماير عن النصف الأول من موسم 2022 للتركيز على دراستها.في عام 2022، فازت بالمرحلتين والتصنيف العام في جولة ركوب الدراجات النسائية الدولية في أرديش. أخذت قميص القائد في جولة أرديش بعد فوزها بمسافة 83 كم (52 ميل) منفردة. في ذلك العام، فازت أيضًا بسباق كلاسيكا دي لاروس وحصلت على المركز الثالث في بطولة الطريق الألمانية تحت 23 سنة.
قبل موسم 2023، تمت ترقية نيدرماير إلى فريق الجولة العالمية للسيدات جيل كانيون-سبرا. كان أول سباق لها مع الفريق هو جولة تورينجيا للسيدات. لقد تحطمت في المرحلة الثالثة من الحدث. لقد احتلت المركز الثالث في المرحلة الثانية من جولة جبال البرانس النسائية لعام 2023، وفازت بتصنيفات ملكة الجبال والفارس الشاب. فازت بتجربة الوقت في بطولة الطريق الألمانية تحت 23 سنة، وجاءت في المركز السادس في سباق الطريق.
في وقت لاحق من عام 2023، تنافست نيدرماير في 2023 جيرو دون، وهو أول حدث لها في طواف العالم للدراجات للسيدات. فازت بالمرحلة الخامسة من جيرو دون، مرحلة الملكة من السباق، بعد الهجوم على الصعود قبل الأخير، على بعد حوالي 25 كيلومترًا (16 ميلًا) من النهاية. بعد المرحلة، صعدت إلى المركز الثاني في التصنيف العام للسباق، وكانت متصدرة تصنيف الفارس الشاب. تخلت عن السباق في اليوم التالي بعد اصطدامها بمركبة أورسكا زيغارت.
فازت نيديرماير بالحدث التجريبي للسيدات تحت 23 عامًا في بطولة العالم لسباق الدراجات على الطريق لعام 2023.